# Genie in a Bottle
Genie in a Bottle è il singolo di debutto di Christina Aguilera, nonché uno dei suoi maggiori successi, pubblicato il 22 giugno 1999 dall'etichetta discografica RCA. Il singolo ha venduto oltre 8 milioni di copie in tutto il mondo.
Pubblicato a metà 1999, il singolo è rimasto in vetta alla Billboard Hot 100 per cinque settimane. Il singolo ha ottenuto una nomination ai Grammy Award del 2000 come "miglior performance femminile pop", e nello stesso anno ha contribuito alla vittoria da parte della cantante del Grammy come "migliore nuova artista dell'anno".

## Descrizione
Genie in a Bottle è stata scritta da David Frank, Steve Kipner e Pamela Sheyne e prodotta da Frank e Kipner. Il testo del brano creò piuttosto scalpore in quanto si parlava delle frustrazioni sessuali di una giovane donna. Nel testo la cantante afferma che il corpo le dice di "andare" ("My body's saying let's go"), mentre il cuore le dice di aspettare ("my heart is saying no"). La Aguilera fu considerata troppo giovane per un testo così audace, anche in considerazione del fatto che la cantante, avendo lavorato in precedenza con la Disney (per la colonna sonora del film Mulan), era seguita da un pubblico molto giovane. Per ovviare al problema alcune parti del testo della canzone furono censurate o registrate nuovamente ad hoc. Per la versione di Genie in a Bottle trasmessa da Radio Disney la Aguilera sostituì il verso "you gotta rub me the right way" ("mi devi toccare/strofinare nel modo giusto"), con il meno suggestivo "you gotta treat me the right way" ("mi devi trattare bene").

## Video musicale
Il video prodotto per Genie in a Bottle fu diretto da Diane Martel, e trasmesso per la prima volta nel luglio del 1999. Il video segue la storia d'amore fra un giovane corteggiatore e una titubante Aguilera, che si concretizza solo alla fine del video davanti ad un falò. A queste sequenze sono intervallate altre in cui la Aguilera è mostrata mentre interpreta il brano in varie location nei pressi di una spiaggia. Durante il ritornello la cantante si esibisce in una coreografia con un gruppo di ballerini.
Il video è stato parodiato dai blink-182 nel loro singolo All the Small Things.

## Altre versioni
Una versione elettronica della canzone, intitolata Genie 2.0, è inclusa nella raccolta Keeps Gettin' Better - A Decade of Hits. È stata eseguita per la prima volta durante gli MTV Video Music Awards 2008. Altra versione alternativa del brano è Genio atrapado, versione in lingua spagnola inserita nell'album Mi reflejo, totalmente inciso in spagnolo e pubblicato nel 2000.

## Cover
La canzone è stata oggetto di un discreto numero di cover, soprattutto da artisti emergenti. Si ricordano fra i più celebri Sara Bareilles, The Dan Band, Speedway e Thrice. Il comico Hawaiian Ryan ha registrato anche una parodia del brano intitolata Weenie in a Bottle, spesso, erroneamente, attribuita a "Weird Al" Yankovic. La stessa Aguilera ha cantato Weenie in a Bottle in un episodio di Saturday Night Live del 2004.
Nel 2016, Dove Cameron ha eseguito una nuova versione del singolo, come parte della colonna sonora della nuova serie animata Descendants: Wicked World.

## Tracce
CD singolo - Versione canadese
1. Genie in a Bottle – 3:36
2. Blessed – 3:06

CD singolo - Versione europea
1. Genie in a Bottle – 3:36
2. We're a Miracle – 4:09

CD singolo (remix) - Versione europea
1. Genie in a Bottle – 3:36
2. Genie in a Bottle (Eddy Arroyo Radio Club Mix) – 3:58
3. Genie in a Bottle (Video)

CD singolo promozionale - Versione statunitense
1. Genie in a Bottle – 3:36
2. Genie in a Bottle (Callout Hook #1) – 0:11
3. Genie in a Bottle (Callout Hook #2) – 0:11

CD singolo maxi - Versione tedesca e australiana
1. Genie in a Bottle – 3:36
2. We're a Miracle – 4:09
3. Don't Make Me Love You – 4:15

CD singolo maxi (remix) - Versione statunitense
1. Genie in a Bottle (Eddie Arroyo Rhythm Mix) – 4:26
2. Genie in a Bottle (Riprock 'n' Alex G. Mix) – 3:50
3. Genie in a Bottle (Eddy Arroyo Radio Club Mix) – 3:58
4. Genie in a Bottle (Album Version) – 3:36

Vinile 12" (The Remixes) - Versione statunitense e europea
Lato A
1. Genie in a Bottle (Eddie Arroyo Club Mix) – 6:28
2. Genie in a Bottle (Riprock 'N' Alex G. Club Mix) – 7:57
3. Genie in a Bottle (The Eddie Arroyo Rhythm Mix) – 4:26

Lato B
1. Genie in a Bottle (Eddie Arroyo Dub Mix) – 6:28
2. Genie in a Bottle (Riprock 'N' Alex G. Street Mix) – 5:05
3. Genie in a Bottle (Flavio Vs. Mad Boris Mix) – 6:29
4. Genie in a Bottle (A Cappella) – 4:16

## Formazione
- Christina Aguilera – voce, cori
- David Frank – tastiere, programmazione batteria
- Steve Kipner – tastiere addizionali, programmazione batteria

## Classifiche
| Classifiche (1999) | Posizione massima |
| ------------------ | ----------------- |
| Australia          | 2                 |
| Austria            | 1                 |
| Belgio (Fia)       | 1                 |
| Belgio (Val)       | 3                 |
| Canada             | 3                 |
| Finlandia          | 6                 |
| Francia            | 3                 |
| Germania           | 2                 |
| Irlanda            | 2                 |
| Italia             | 1                 |
| Norvegia           | 1                 |
| Nuova Zelanda      | 2                 |
| Paesi Bassi        | 3                 |
| Regno Unito        | 1                 |
| Spagna             | 1                 |
| Stati Uniti        | 1                 |
| Svezia             | 5                 |
| Svizzera           | 2                 |

### Classifiche di fine anno
| Classifiche (1999) | Posizione massima |
| ------------------ | ----------------- |
| Australia          | 10                |
| Austria            | 9                 |
| Europa             | 7                 |
| Francia            | 29                |
| Italia             | 11                |
| Paesi Bassi        | 35                |
| Regno Unito        | 13                |
| Svezia             | 39                |
| Svizzera           | 10                |
| Stati Uniti        | 7                 |